# Paul Lynch (écrivain)
Pour les articles homonymes, voir Paul Lynch et Lynch.
Paul Lynch, né le 9 mai 1977 à Limerick, est un écrivain irlandais.
Il obtient en 2023 le prestigieux prix Booker pour son cinquième roman, Prophet Song, un récit dystopique narrant l'histoire d’une femme luttant pour protéger sa famille alors que l'Irlande sombre dans le totalitarisme.

## Ouvrages

### Romans
- Un ciel rouge, le matin, Albin Michel, 2014 ((en) Red Sky in Morning, 2013)
- La Neige noire, Albin Michel, 2015 ((en) The Black Snow, 2014)
- Grace, Albin Michel, 2019 ((en) Grace, 2017)
- Au-delà de la mer, Albin Michel, 2021 ((en) Beyond the Sea, 2019)
- Le Chant du prophète ((en) Prophet Song, 2023)